# Codex Nanianus
De Codex Nanianus (Gregory-Aland no. U of 030, von Soden ε 90) is een bijbelmanuscript, geschreven met bruine unciaal-hoofdletters op fijn perkament. Het handschrift werd paleografisch gedateerd als uit de 9e eeuw en staat ook bekend als de Codex Venetus Marcianus.

## Beschrijving
Deze codex bevat de volledige tekst van de Evangeliën.
De gehele Codex Nanianus bestaat uit 291 bladen (22,5 x 16,7 cm). De tekst heeft twee kolommen van 21 regels per pagina.
Het bevat het Epistula ad Carpianum (de brief waarin Eusebius van Caesarea zijn systeem van indelen uitlegt), de Canons van Eusebius, inhoudstafels van de κεφάλαια (hoofdstukken) en τίτλοι (hoofdstuktitels) voor elk evangelie. Het handschrift is verlucht met afbeeldingen en gouden ornamenten, en onderschriften. Voor het evangelie volgens Markus staat een miniatuur van Jezus' doop; voor het evangelie van Johannes staat een prent met uit de wolken schijnende lichtstralen, een rechtop staande Johannes en een schrijvende Prochorus.
De Codex Nanianus volgt gewoonlijk de Byzantijnse tekst, met een paar afwijkingen, die soms de Alexandrijnse tekst volgen. Kurt Aland plaatste de codex in Categorie V.

## Geschiedenis
De codex werd genoemd naar haar laatste privé-eigenaar: Giovanni Nanni (1432-1502), en werd door Andreas Birch onderzocht. In 1843 werd de tekst gecollationeerd door Tischendorf en in 1846 door Tregelles, die beiden grondig en onafhankelijk van elkaar werkten. In Leipzig vergeleken ze hun werk om zich wederzijds te corrigeren.
Het handschrift bevindt zich in de Biblioteca Marciana (1397 (1, 8)) in Venetië.